# Pyramica eggersi
Pyramica eggersi är en myrart som först beskrevs av Carlo Emery 1890.  Pyramica eggersi ingår i släktet Pyramica och familjen myror. Inga underarter finns listade i Catalogue of Life.

## Bildgalleri